# Dale Weise
Dale Kenton Weise (* 5. August 1988 in Winnipeg, Manitoba) ist ein ehemaliger kanadischer Eishockeyspieler. Der rechte Flügelstürmer bestritt zwischen 2010 und 2020 über 500 Partien in der National Hockey League (NHL), den Großteil davon für die Vancouver Canucks, Canadiens de Montréal und Philadelphia Flyers.

## Karriere

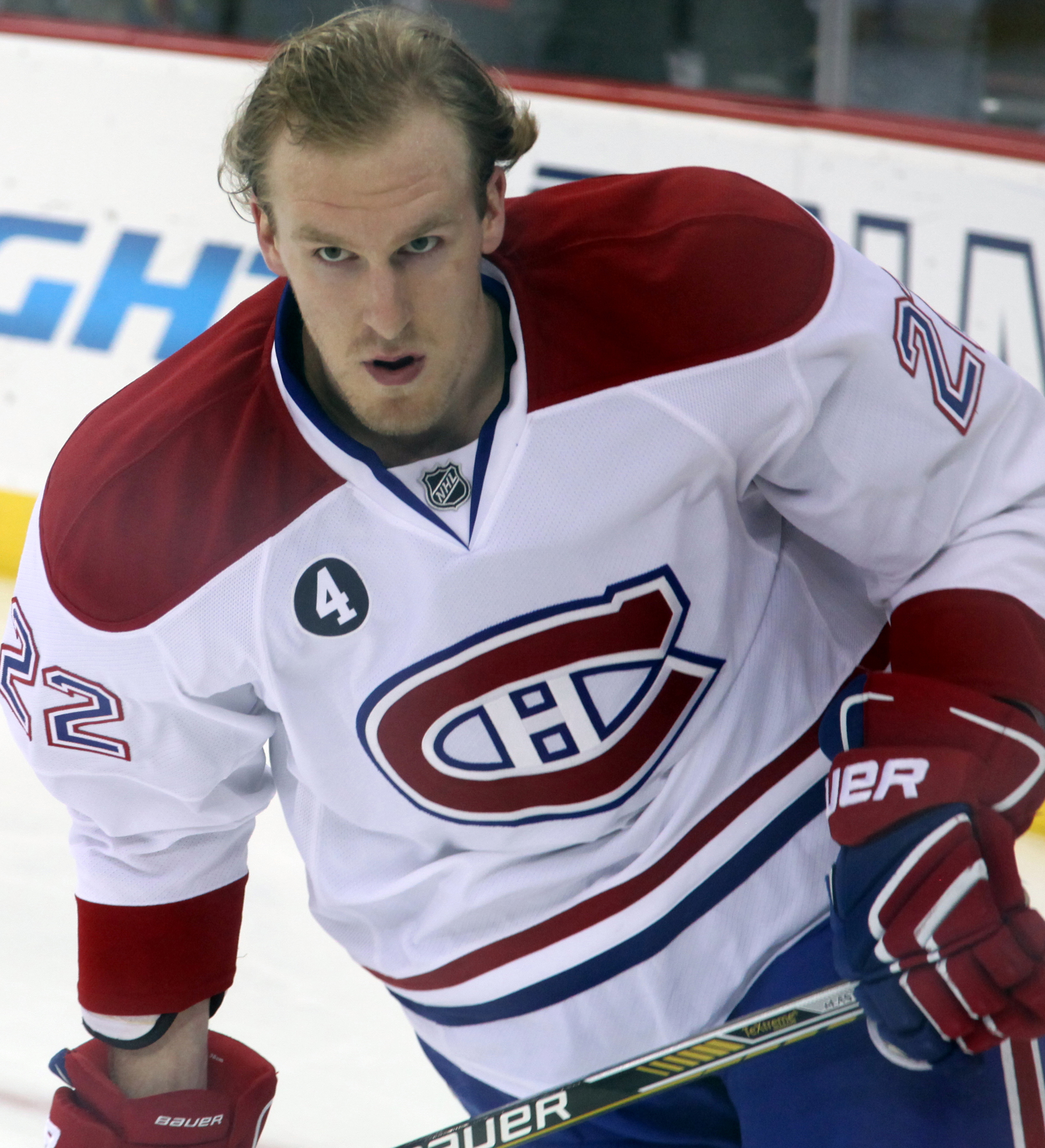
Weise im Trikot der Canadiens de Montréal (2015)

Dale Weise begann seine Karriere als Eishockeyspieler bei den Swift Current Broncos, für die er von 2005 bis 2008 in der kanadischen Juniorenliga Western Hockey League aktiv war. Anschließend wurde er im NHL Entry Draft 2008 in der vierten Runde als insgesamt 111. Spieler von den New York Rangers ausgewählt wurde. Für deren Farmteam Hartford Wolf Pack, dass zwischen den Jahren 2010 und 2011 zeitweise in Connecticut Whale umbenannt wurde, war er von 2008 bis 2011 in der American Hockey League aktiv. Für die New York Rangers selbst gab er in der Saison 2010/11 sein Debüt in der National Hockey League und blieb in zehn Spielen punktlos. Zur Saison 2011/12 wurde der Flügelspieler vom NHL-Konkurrenten Vancouver Canucks verpflichtet, bei denen sich auf Anhieb einen Stammplatz erspielte. Den Lockout der NHL-Saison 2012/13 verbrachte Weise bei den Tilburg Trappers in der niederländischen Eredivisie. Mit der Wiederaufnahme des Spielbetriebs kehrte er zu den Canucks zurück.
Im Februar 2014 wurde Weise im Austausch für Raphael Diaz zu den Canadiens de Montréal transferiert und gehörte dort die folgenden zwei Jahre fest zum Aufgebot. Mit 29 Scorerpunkten absolvierte er sein statistisch bestes Jahr und war bis zum Februar 2016 auf einem guten Weg diese Marke noch einmal zu übertreffen. Nach fast genau zwei Jahren bei den Canadiens wurde der Angreifer im Februar 2016 gemeinsam mit Tomáš Fleischmann im Austausch gegen Phillip Danault und ein Zweitrunden-Wahlrecht beim NHL Entry Draft 2018 zu den Chicago Blackhawks transferiert. In Chicago beendete Weise die Saison 2015/16, bereitete in 15 Einsätzen jedoch nur ein Tor vor. Er erhielt darüber hinaus keinen Vertrag bei den Blackhawks, sodass er sich im Juli 2016 als Free Agent den Philadelphia Flyers anschloss.
Bei den Flyers konnte statistisch ebenfalls nicht an seine Leistungen aus der Zeit in Montréal anknüpfen, blieb aber dennoch bis in die Spielzeit 2018/19 hinein Stammspieler. Nachdem er im Saisonverlauf erstmals seit der Saison 2010/11 wieder Spiele in der AHL absolviert hatte, wurde er im Februar 2019 gemeinsam mit dem Schweden Christian Folin zu den Canadiens de Montréal transferiert, womit er an seine alte Wirkungsstätte zurückkehrte. Als Gegenleistung gaben die Habs die Spieler Byron Froese und David Schlemko an die Flyers ab. Bei den Canadiens war er bis zum Ende der Spielzeit 2019/20 aktiv, ehe sein auslaufender Vertrag im Oktober 2020 nicht verlängert wurde. Die Spielzeit 2020/21 blieb er in der Folge ohne Team, bevor er sich im Mai 2021 dem IK Oskarshamn in der Svenska Hockeyligan (SHL) anschloss.
Dort spielte er ein Jahr, ehe er seine aktive Laufbahn nach der Spielzeit 2021/22 beendete. In der NHL hatte er insgesamt 513 Partien bestritten und dabei 125 Scorerpunkte verzeichnet.

## Karrierestatistik
(Legende zur Spielerstatistik: Sp oder GP = absolvierte Spiele; T oder G = erzielte Tore; V oder A = erzielte Assists; Pkt oder Pts = erzielte Scorerpunkte; SM oder PIM = erhaltene Strafminuten; +/− = Plus/Minus-Bilanz; PP = erzielte Überzahltore; SH = erzielte Unterzahltore; GW = erzielte Siegtore; 1 Play-downs/Relegation; Kursiv: Statistik nicht vollständig)